# Mutterklötzchen

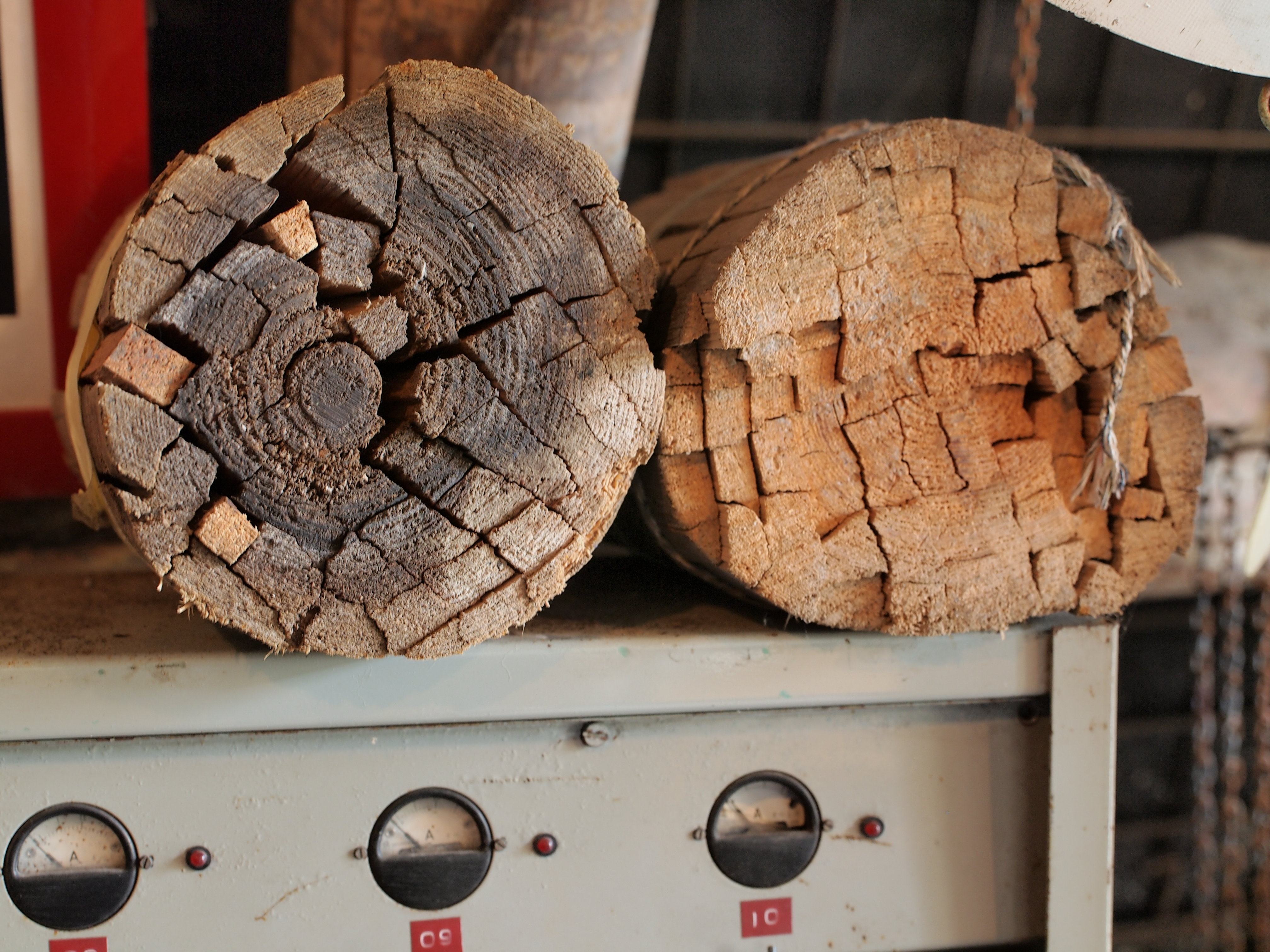
Mutterklötzchen im Bergbaustollen im Nordsternpark

Herstellung eines Mutterklötzchen mittels zweier Äxte

Als Mutterklötzchen wird in der Bergmannssprache und in der ruhrdeutschen Alltagssprache ein kurzer, möglichst astreiner Holzabschnitt bezeichnet, der als Anmachholz zum Entzünden von Feuer verwendet wird. Dieser Klotz wurde anfangs mit Drähten, später mit Klebebändern stramm umwickelt und mit zwei Beilen im rechten Winkel in einzelne Stege gespalten, die dann leicht abgebrochen werden konnten.
Eigentlich war das „Mutterklötzchen“ nur der Abschnitt, der beim Kürzen des Grubenholzes abfiel und traditionell (erlaubt oder unerlaubt) von den Bergleuten mit nach Hause genommen wurde. Sie dienten der ‚Mutter‘ zum Entzünden der Kohleöfen und Küchenherde. Allerdings zersägten Kumpels oft die besten Holzstempel, nur um ein sogenanntes „Prachtklötzken“ zu ergattern. Dieser Holzdiebstahl war zwar verboten, wurde aber als Gewohnheitsrecht angesehen.
Durch den Rückgang der Montanindustrie und die Tatsache, dass seit rund 30 Jahren im Bergbau kaum noch Grubenholz zum Stollenausbau verwandt wird, zog sich der Begriff mehr und mehr aus dem Ruhrdeutschen zurück, zumal auch Kohle und Koks zu Koch- und Heizzwecken kaum noch verwendet werden.